# Christian Gaty
Christian Catignol alias Christian Gaty (* 9. Februar 1925 in Bourg-en-Bresse; † 26. Juli 2019 in Paris) war ein französischer Comiczeichner.

## Werdegang
Nach dem Besuch der Kunsthochschule gehörte Christian Gaty zum Kreis junger Zeichner um Raymond Poïvet. Er begann 1947 eine langjährige Zusammenarbeit mit Vaillant. Neben Aufträgen für die Tagespresse veröffentlichte er auch in Pilote und Journal de Mickey. Mit der Fertigstellung einer unterbrochenen Geschichte von Der rote Korsar übernahm er gleichzeitig die Serie und die Darstellungsweise von Jijé. Nach dem Tod von Jean-Michel Charlier fuhr er mit Jean Ollivier weiter und setzte seinen eigenen Stil ein, den er auf Anfrage von Dargaud in den letzten drei Episoden durch denjenigen von Victor Hubinon ersetzte.

## Werke
- 1965: Robin des bois
- 1966: Le grêlé 7-13
- 1971: Fanfan la tulipe
- 1971: Les espadons
- 1980: Energiak
- 1980: Histoire du Far West
- 1980: L’encyclopédie en bandes bessinées
- 1982: Découvreurs d’étoiles
- 1982: Der rote Korsar
- 1983: Cogan
- 1985: Blackstar
- 1988: Rossignol